# Some of my Best Friends are DJs
Some of My Best Friends Are DJs è il secondo album in studio del turntablist canadese Kid Koala, pubblicato con Ninja Tune nel 2003. Ha raggiunto la posizione numero 26 nella UK Independent Albums Chart.

## Critica e accoglienza
Su Metacritic, Some of My Best Friends Are DJs han ricevuto un punteggio medio di 78 su 100 basato su 16 recensioni, indicando "recensioni generalmente favorevoli".
Sam Samuelson di AllMusic ha dato all'album 4,5 stelle su 5, dicendo: "Più sottile della sindrome del tunnel carpale, Some of My Best Friends Are DJs mostra un artista serio che crea il suo mezzo".
In un articolo per il Los Angeles Times, Susan Carpenter ha descritto l'album come "un collage sonoro all'estremo, un buffet comico che fa un uso eccellente di alcuni dei più bizzarri frammenti di parole parlate che sono stati affidati al vinile nel corso degli anni".

## Tracce
1. Strat Hear – 0:05
2. Basin Street Blues – 4:47
3. Radio Nufonia – 0:51
4. Stompin' at Le Savoi – 2:04
5. Space Cadet 2 – 3:22
6. Grandmaphone Speaks – 0:14
7. Skanky Panky – 3:23
8. Flu Season – 1:10
9. Robochacha – 1:45
10. Elevator Hopper – 1:35
11. Annie's Parlour – 4:02
12. Bonus Materials: On the Set of Fender Bender – 2:21
13. More Dance Music – 4:39
14. Vacation Island – 4:21
15. Negatron Speaks – 0:19